# فرودگاه روی ئی. ری
فرودگاه روی ئی. ری (به انگلیسی: Roy E. Ray Airport) یک فرودگاه همگانی بهره‌برداری هوایی است که یک باند فرود چمن دارد و طول باند آن ۶۱۰ متر است. این فرودگاه در شهر بایو لا باتر کشور ایالات متحده آمریکا قرار دارد و در ارتفاع ۲۷ متری از سطح دریا واقع شده است.